# ناثان كروسول
ناثان كروسول (بالإنجليزية: Nathan Crosswell)‏ مواليد 3 أغسطس 1979، هو لاعب كرة سلة أسترالي سابق بدأ مسيرته الاحترافية في سنة 1999.